# Harry Houghton
Harry Houghton (ur. 1905, zm. 1985) — starszy bosman Królewskiej Marynarki Wojennej Wielkiej Brytanii, w latach 1951–1952 (okres zimnej wojny) członek personelu personel attaché morskiego ambasady brytyjskiej w Warszawie. Odwołany do kraju pod zarzutem pokątnego handlu, burd i podejrzanych znajomości. Aż do pojmania w 1961 r. współpracował z wywiadem ZSRR. Skazany przez brytyjski sąd na karę 15 lat więzienia, zwolniony w 1970 r.